# علي منجلي (مدينة)
مدينة علي منجلي

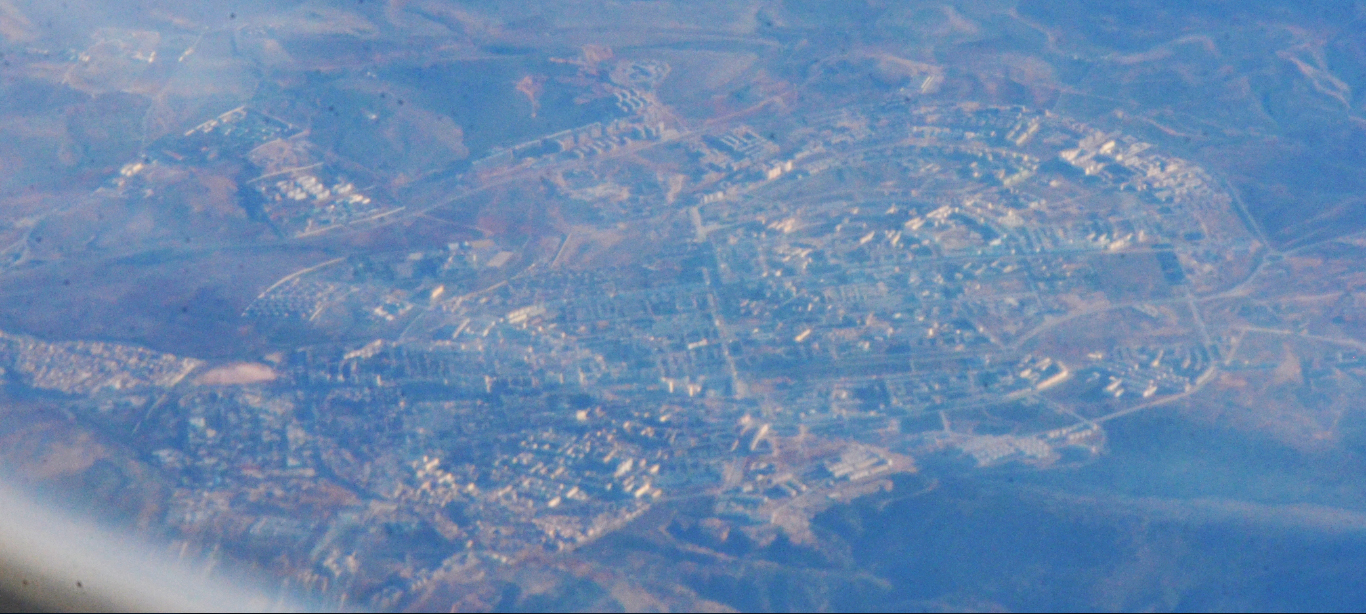
منظر جوي لمدينة علي بومنجل الجديدة

هي مدينة جديدة في ولاية قسنطينة. سميت هذه المدينة بهذا الاسم تكريما لمجاهد الثورة التحريرية الجزائرية علي منجلي. والان هي تحتوي على 21 وحدة جوارية، كان المخطط الحضاري لعلي منجلي على شكل قيثارة لكن مع الزمن بسبب الزيادات الكبرى في العمران أصبحت بشكل غير منظم تحدها من الشمال حي زواغي سليمان ومن الغرب عين سمارة ومن الشرق الخروب.

## تاريخ
بدأت دراسات حول مخطط شغل الأراضي في عام 1992، لكن لم يتم تسمية هذه المنطقة المعروفة باسم هضبة عين الباي حتى العام 2000 سميت بموجب مرسوم رئاسي: علي منجلي.
كانت بداية المدينة في أواخر التسعينيات وبداية الألفينيات حيث دشن الرئيس السابق عبد العزيز بوتفليقة أول مركز بريد فيها عام 2004

## الجامعات
تستقطب علي منجلي جامعتين:
- جامعة قسنطينة 2 - عبد الحميد مهري
- جامعة قسنطينة 3 - صالح بوبنيدر: وتعد من أكبر الجامعات في شمال افريقيا.